# Bradyidius angustus
Bradyidius angustus är en kräftdjursart som först beskrevs av Tanaka 1957.  Bradyidius angustus ingår i släktet Bradyidius och familjen Aetideidae. Inga underarter finns listade i Catalogue of Life.